# 최기석
최기석(1986년 3월 28일 ~ )는 대한민국의 전 축구 선수로, 포지션은 수비수였다.